# Ariús

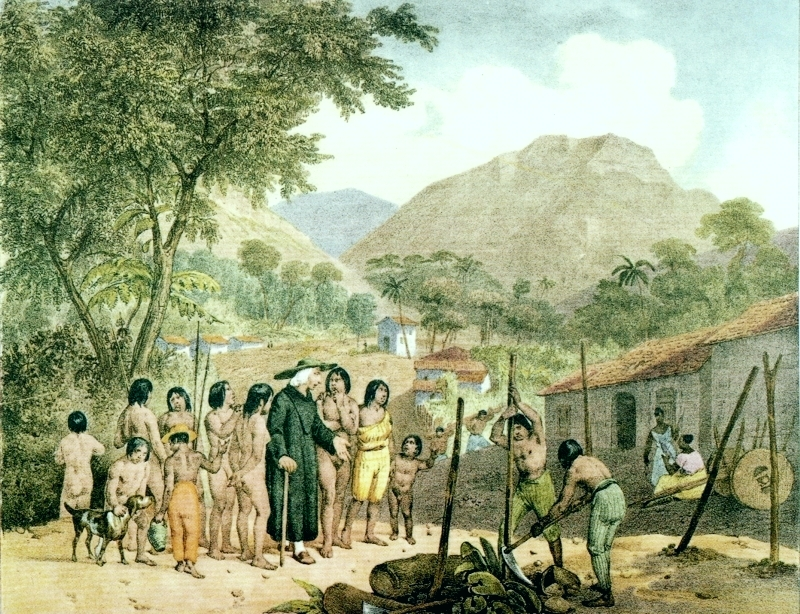
Pintura «Aldeia dos Tapuias», por Rugendas

Os Ariús são um povo indígena brasileiro cujo território compreende a área do Nordeste Oriental que se estendia do centro–norte paraibano ao centro–sul potiguar, na atual região do Seridó e alto sertão (vales da bacia do Piranhas, principalmente os afluentes  Sabugi e Seridó).
Após a assinatura do tratado de paz de 1697, com o dirigentes da capitania da Paraíba, foram transferidos para o Aldeamento de Campina Grande (na Borborema).

## História

### Tratado de Paz e Transferência
Pertencentes à Nação Otxukayan (Família Linguística Tarairiú, composta por mais de 22 povos dentre eles os Janduís, Payakús, Kanindés, Jenipapo, Anacés, Paratiós, Xukurús, Pêgas, Panatís, Coremas, Areriús, Piancós, Caratiús, Takarijús, dentre outros), em 20 de setembro de 1697 foi assinado um Tratado de Paz denominado «Tratado de paz feito com os Ariús Pequenos», mediado  pelo capitão-mor da região de Piranhas e Piancó, Teodósio de Oliveira Lêdo, que os transferiu para a Serra da Borborema, para a Aldeiamento de Campina Grande.
Sobre tal povoamento tapuia, no livro Síntese histórica de Campina Grande, 1670-1963 lê-se:
O Governador Manuel Soares de Albergaria, em carta enviada para o Reino [de Portugal], declarou que Teodósio de Oliveira Ledo trouxera das Piranhas uma nação de Tapuias, chamados Arius, que estão aldeiados junto [da região] dos Cariris, onde chamam a Campina Grande, e queriam viver como vassalos de V. Majestade e reduzirem-se à nossa santa fé católica, dos quais era o principal um tapuio de muito boa troca e fiel (...).